# Кафедра экономической и социальной географии России
Кафедра экономической и социальной географии России географического факультета Московского государственного университета имени М. В. Ломоносова — один из центров университетской экономической географии и регионалистики в России.
На кафедре зародилась и развивалась научная школа экономической географии в СССР — советская районная школа. Основоположниками школы были известные ученые и организаторы науки Н. Н. Баранский, Н. Н. Колосовский, С. В. Бернштейн-Коган, Ю. Г. Саушкин и многие другие. Выпускниками и преподавателями кафедры в разные годы являлись 3 академика и 2 член-корреспондента АН СССР и РАН, Академик РААСН, три лауреата Государственной премии СССР, четыре Заслуженных деятеля науки РСФСР и РФ. Выпускниками кафедры являются ученые, современные государственные и общественные деятели, деятели культуры. Заведующая кафедрой — доктор географических наук, доцент М. С. Савоскул.
Кафедра известна своей учебно-методической деятельностью. Профессора и доценты кафедры являются авторами учебных программ по подготовке специалистов в университетах России в области экономической и социальной географии, ими изданы учебники и учебные пособия для университетов России и общеобразовательной школы, а также научные монографии и сборники .

## История
Старейшая кафедра географического факультета МГУ имени М. В. Ломоносова. Основана в 1929 г. Николаем Николаевичем Баранским как кафедра экономической географии на географическом отделении механико-математического факультета. В 1933 г. вошла в состав вновь созданного почвенно-географического факультета как кафедра экономической географии СССР. С организацией географического факультета в МГУ в 1938 г. кафедра стала постоянным подразделением в его структуре. С 1992 г. — кафедра экономической и социальной географии России.
Первым заведующим кафедрой был её основатель — профессор, член-корреспондент АН СССР Николай Николаевич Баранский (в 1929−1941 гг. и 1943−1946 гг.).
На протяжении 80-летней истории кафедру возглавляли профессора: Пётр Николаевич Степанов (1941—1943; 1946—1949 гг.), Юлиан Глебович Саушкин (1949—1981 гг.), Анатолий Тимофеевич Хрущев (1981—2000 гг.). С 2000 по 2012 гг. кафедрой заведовал доцент, к.г.н. Владимир Ефимович Шувалов. С 1 июня 2012 г. по 31 декабря 2018 г. заведующим кафедрой был профессор, д.г.н. Вячеслав Леонидович Бабурин. С 1 января 2019 г. обязанности заведующего кафедрой исполняет доцент, д.г.н. Мария Сергеевна Савоскул.
Учеными кафедры создана научная школа, известная как «отечественная районная школа экономической географии». Её теоретические основы были заложены профессорами Н. Н. Баранским и Н. Н. Колосовским, развиты в трудах Ю. Г. Саушкина и многих профессоров кафедры, внесших большой вклад в формирование и развитие теории и методологии социально-экономической географии, экономико-географического районирования, географии промышленности, сельского хозяйства, транспорта, строительства, непроизводственной сферы, географии населения, геоурбанистики, методов экономико-географических исследований, экономико-географической картографии.
С развитием кафедры были связаны имена крупных советских и российских ученых, профессоров кафедры: Ю. Г. Саушкин, Т. М. Калашникова (крупные специалисты в области экономического районирования и теории экономической географии), С. А. Ковалёв (основоположник географии населения и непроизводственной сферы), К. И. Иванов (основоположник агрогеографии), В. Г. Крючков, А. Н. Ракитников (основоположники географии сельского хозяйства и агропромышленного комплекса), И. И. Белоусов, И. В. Никольский (основоположники географии транспорта), А. Т. Хрущев (крупный специалист в области географии промышленности). На кафедре работали известный историк, член-корреспондент АН СССР С. В. Бахрушин, демограф Б. Ц. Урланис и другие.
В разное время на кафедре работали многие ведущие экономико-географы страны: С. М. Гусейн-Заде, В. С. Михеева, С. Е. Ханин (специалисты по моделированию в экономической географии), О. Э. Бухгольц (специалист в области экономической картографии, многолетний руководитель учебных практик), Э. Г. Григорьева (специалист в географии строительного комплекса), О. А. Изюмский (специалист в области географии транспорта), Н. Я. Ковальская (специалист в области географии населения), В. П. Коровицын (специалист в области экономической картографии и географии населения), Г. М. Лаппо (крупный ученый-урбанист) , А. И. Преображенский (основоположник экономической картографии), Б. Б. Родоман (теоретик, автор концепции «поляризованного ландшафта»), С. Н. Рязанцев (исследователь экономических районов СССР) и др.
На протяжении многолетней истории кафедры её сотрудники, преподаватели и выпускники играли значимую роль в размещении и территориальном планировании народного хозяйства СССР. С первых лет существования кафедры её специалисты участвовали в экономическом районировании СССР, составлении схем территориального планирования, в проекторских организациях крупнейших советских строек (ДнепроГЭС, Ангарострой, Урало-Кузнецкий территориально-производственный комплекс и многих других). Разработки сотрудников кафедры легли в основу организации и функционирования в СССР территориально-производственных комплексов и экономических районов.
Выпускник кафедры 30-х гг. В. Ф. Павленко работал председателем Госплана Киргизской ССР, был одним из ведущих специалистов Госплана СССР. Выпускник 1972 г. В. М. Шимов долгое время работал министром экономики Белоруссии, сегодня является ректором Белорусского государственного экономического университета. Многолетним руководителем Федеральной миграционной службы была Т. М. Регент, выпускник 1974 г.
Начиная с 1990-х гг. XX столетия кафедра большее значение уделяет вопросам региональной политики и социально-экономического развития регионов России и стран ближнего зарубежья. Выпускники и сотрудники кафедры участвуют во многочисленных консалтинговых проектах, посвященных социально-экономическому развитию и территориальному планированию регионов, региональным стратегиям крупного бизнеса.

## Научная деятельность

### Сотрудники кафедры
На кафедре сегодня работают 27 сотрудников, из них 6 докторов и 14 кандидатов наук, 5 профессоров, 8 доцентов, 5 научных сотрудников, 1 преподаватель, а также 4 ведущих инженера.

### Профессора кафедры
- Алексеев, Александр Иванович — российский экономико-географ, доктор географических наук, профессор кафедры. Крупный специалист в области географии населения и миграций. Участвовал во многих международных научных исследованиях, в том числе по грантам ИНТАС (Евросоюз), Британской научной ассоциации и др. Член Ученого Совета Русского географического общества, председатель комиссии социальной географии Московского отделения РГО, Заместитель Председателя Диссертационного совета по экономической географии географического факультета МГУ, член диссертационных советов на экономическом факультете МГУ и в Институте географии РАН. Читает курсы лекций: «География населения с основами демографии», «Социальная география и геоурбанистика», «Социальные основы общественного воспроизводства», «Социально-экономическая география России».
- Бабурин, Вячеслав Леонидович — российский экономико-географ, доктор географических наук, профессор, заведующий кафедрой (с 2012 по 2018 гг.). Лауреат премии ученого совета Географического факультета МГУ. Теоретик географии инноваций, исследователь инновационных циклов в экономике. Внес весомый вклад во внедрение динамической (циклической) составляющей в исследования территориальных систем. Крупный специалист в области регионального анализа, географии инвестиционного комплекса, географии ОПК, географии лесного хозяйства, оценки природных рисков. Эксперт ОЭСР. На кафедре читает курсы лекций «Экономико-географическое районирование», «Экономико-географическая экспертиза», «География инновационных процессов».
- Битюкова, Виктория Расуловна
- Зубаревич, Наталья Васильевна — российский экономико-географ, доктор географических наук, профессор кафедры. Награждена Международной Леонтьевской медалью (2009 г.). Крупный специалист в области социальной географии и регионального анализа. Директор региональной программы Независимого института социальной политики. Эксперт Программы развития ООН и московского представительства Международной организации труда. Читает курсы лекций «География сферы услуг», «Современные проблемы регионального развития», «Новые направления социальной географии». По приглашению международных организаций читает лекции в университетах и государственных органах власти Казахстана, Киргизии, Азербайджана, Украины, Нидерландов, ФРГ.
- Кузнецова, Ольга Владимировна — российский экономико-географ, доктор экономических наук, профессор кафедры. Ведущий научный сотрудник Института системного анализа РАН. Ранее работала в Рабочем центре экономических реформ при Правительстве РФ, Академии народного хозяйства при Правительстве РФ. Специалист в области социально-экономического развития регионов, межбюджетных отношений, региональной политики федеральных органов власти, экономической политики регионов и муниципалитетов. Участвовала во множестве исследовательских проектов по заказу федеральных и региональных органов власти, международных организаций, бизнес-структур. Член Совета по науке и образованию при Президенте Российской Федерации. На кафедре читает курсы лекций: «Основы бюджетного устройства и бюджетной политики», «Региональная политика», «Государственное и муниципальное управление».

### Направления научных исследований
- Экономическая география
- Социальная география
- Политическая география
- География населения и расселения
- География отраслей ключевых сфер экономики (География промышленности, география транспорта, география сферы услуг)
- Экономическое и экономико-географическое районирование
- Природопользование и хозяйственная организация территории
- Геоурбанистика
- Регионалистика и проблемы социально-экономического развития регионов
- Территориальное планирование, проектирование и управление
- Региональная политика
- География инноваций

### Основные исследования в 2000—2008 гг.
- «Территориальная организация российского общества» (проект РФФИ)
- «Трансформация социально-экономического пространства России»
- «Территориальная организация хозяйства для оптимизации природопользования» (программы «Университеты России»)
- «Разработка методики формирования модели развития социальной инфраструктуры региона» (проект МБРР)
- «Разработка концепции и программы тома „Население. Экономика“ Национального Атласа России» (РосКартография)
- «Социально-экономическая трансформация сельской местности России в 1990-е годы» (проект ИНТАС)
- «Исследование закономерностей формирования систем хозяйства и расселения в связи с особенностями их взаимоотношений в разных типах сельской местности»
- «Географические проблемы экономического и социального развития Центральной России в условиях рыночной экономики» (госбюджетные темы).

## Преподавательская деятельность

### Профиль выпускаемых специалистов
Экономико-географы, специалисты в экономической, социальной и политической географии России и стран ближнего зарубежья.
Каждый студент также специализируется на отдельной области экономической географии: регионалистике, географии промышленности, географии транспорта и других.

### Экспедиционные исследования студентов кафедры
Учебно-ознакомительная полевая практика студентов II курса состоит из двух частей.
Первая часть, продолжительностью 2—3 недели, организуется в малых и средних городах Центральной России, где студенты занимаются крупномасштабным изучением природы, населения и хозяйства соответствующего города. В последние годы в качестве объектов для ближней практики были города Смоленск, Переславль-Залесский, Галич, Нерехта, Зарайск, Кашин,    Гусь-Хрустальный, Козельск, Грязи, Мценск, Малоярославец, Ступино, Ливны, Муром, Рязань, Шуя, Тутаев, Вязники. Руководителем практики является доцент кафедры М. С. Савоскул.
Вторая часть практики, называемая «маршрутной», длится в течение месяца — по территории Европейской части страны, от Белого до Чёрного и Каспийского морей. Студенты изучают различия в социально-экономическом развитии регионов, самостоятельно исследуют города и предприятия. Руководителем практики является доцент кафедры М. Д. Горячко.
Ежегодно в зимние каникулы кафедра проводит экспедиции в рамках научно-студенческого общества с участием преподавателей и студентов. Экспедиции проводились на территории Республики Алтай, Кабардино-Балкарии, Алтайского и Краснодарского краев, Новгородской, Псковской, Тверской и Ярославской областей, Крыма, Ханты-Мансийского автономного округа, Белоруссии и Молдавии и многих других регионах.
На кафедре существует ежегодный конкурс на получение гранта банка РИДОМ для осуществления экспедиционных исследований студентами. В рамках грантовой программы исследования также проводятся в регионах России и стран ближнего зарубежья.